# Hikmet Karaman
Hikmet Karaman (* 9. März 1960 in Tirebolu) ist ein türkischer Fußballtrainer.

## Karriere
Vor seiner Zeit als Cheftrainer war er Co-Trainer bei Galatasaray Istanbul. Dort war er Co-Trainer von Reiner Hollmann und Reinhard Saftig.
In der Saison 2006/07 trainierte Karaman MKE Ankaragücü. 2007/08 übernahm er ab dem 9. Spieltag den Trainerposten bei BB Ankaraspor und ersetzte Aykut Kocaman. 
Am 29. Spieltag der Saison 2007/08 übernahm er den Trainerposten beim Zweitligisten Antalyaspor und ersetzte Raşit Çetiner. Zum Saisonende wurde er mit dem Klub Vizemeister der 1. Lig und schaffte so den Aufstieg zur Süper Lig. Wegen Differenzen mit der Vereinsführung wurde sein Vertrag aufgelöst und seine Position mit Jozef Jarabinský besetzt.
Nachdem er nahezu ein Jahr lang beschäftigungslos war, übernahm der zum 25. Spieltag den stark abstiegsbedrohten Süper-Lig-Klub MKE Ankaragücü und schaffte zum Saisonende den Klassenerhalt. Zur neuen Saison blieb er weiterhin Trainer von Ankaragücü. Nachdem im Laufe der Saison die Klubführung sich geändert hatte, wurde ihm vom neuen Präsidium die Kündigung nahegelegt. So trennte er sich nach dem 12. Spieltag vom Klub.
Am 14. September 2011 übernahm er den Süper-Lig-Aufsteiger Manisaspor von Levent Eriş. Zu diesem Zeitpunkt befand sich Manisaspor mit vier Niederlagen bei vier Spielen auf dem letzten Tabellenplatz und wurde bereits als sicherer Absteiger gehandelt. Karaman gelang es in kürzester Zeit, eine starke Mannschaft zu formen. Bereits in seinem ersten Ligaspiel gelang ihm auswärts ein Überraschungssieg gegen Trabzonspor. Darüber hinaus gelangen ihm auch Siege gegen die Ligagrößen Galatasaray und Beşiktaş. Zu Saisonende belegte er den 10. Tabellenplatz und formte einige Spieler zu Nationalspielern. In der Vorbereitungsphase zur Saison 2011/12 hatte er Meinungsverschiedenheiten mit der Klubverwaltung, weswegen seine Co-Trainer ohne Angabe von Gründen entlassen wurden. Als Reaktion darauf kündigte Karaman seinen Vertrag und verließ so Manisaspor.
Am 27. Januar 2012 übernahm er den stark abstiegsbedrohten Traditionsklub Gaziantepspor. Binnen kürzester Zeit konnte er mit der stark verunsicherten Mannschaft wichtige Punkte holen und so auf einen sicheren Tabellenplatz bringen. Die Saison 2012/13 verlief für Karaman und sein Team nicht zufriedenstellend. Nach 20. Spieltagen belegte die Mannschaft Platz 15, weshalb Karaman am 5. Februar 2013 vom Verein entlassen wurde. Bereits einen Tag nach seiner Entlassung bei Gaziantepspor unterschrieb Karaman beim Ligakonkurrenten Bursaspor. Mit Bursaspor beendete er die Erstliga 2012/13 auf dem 4. Tabellenplatz und erreichte damit die beste Erstligaplatzierung, die er bisher mit einer Mannschaft erreicht hatte.
Karaman wurde am 9. August 2013 bei Bursaspor entlassen. Der Grund für die Entlassung war das Ausscheiden seiner Mannschaft in der 3. Qualifikationsrunde der UEFA Europa League gegen FK Vojvodina Novi Sad. Kurz vor der Winterpause der Saison 2013/14 übernahm Karaman die Mannschaft vom Tabellenvorletzten Kayseri Erciyesspor. Diesen Klub, dem von der Fachpresse nicht viel Chancen für den Klassenerhalt eingeräumt wurden, bewahrte er vor dem Abstieg. Trotz dieses Erfolges wurde sein zum Saisonende auslaufender Vertrag nicht verlängert.
Am 14. Dezember 2014 übernahm Karaman zum dritten Mal den Cheftrainerposten bei Çaykur Rizespor. Diesen Verein trainierte er bis zu einem Rücktritt im Oktober 2017.
Mitte Dezember 2018 wurde er beim abstiegsbedrohten Verein Kayserispor, den er bereits in den Jahren 2004 bis 2006 trainiert hatte, als neuer Cheftrainer vorgestellt. Diesen Verein führte er nach wenigen Spieltagen aus der Abstiegszone.

## Erfolge

### Trainer
Mit Kocaelispor
- Türkischer Pokalsieger: 2001/02

Mit Çaykur Rizespor
- Vize-Meister der TFF 1. Lig und Aufstieg in die Süper Lig: 2002/03

Mit Antalyaspor
- Vize-Meister der TFF 1. Lig und Aufstieg in die Süper Lig: 2007/08

Mit Gaziantepspor
- Spor-Toto-Pokal-Sieger: 2011/12

Mit Bursaspor
- Tabellenvierter der Süper Lig: 2012/13